# Persone di cognome Robinson
| Questa pagina contiene informazioni ricavate automaticamente dalle voci biografiche con l'ausilio del template Bio e di un bot. L'aggiornamento è periodico e automatico e ricostruisce completamente la pagina. Se manca una persona in questa lista, sei pregato di non aggiungerla, ma accertati piuttosto che la sua voce biografica contenga il template Bio e che i dati anagrafici siano correttamente compilati. Se il template Bio manca, inseriscilo tu stesso o, in alternativa, metti l'avviso {{tmp\|Bio}} che ne segnala la mancanza. Se i dati riportati sono sbagliati, correggi direttamente la voce biografica; le modifiche saranno visibili in questa lista entro pochi giorni. Per chiarimenti vedi il progetto antroponimi. La lista contiene solo le 278 persone che sono citate nell'enciclopedia e per le quali è stato implementato correttamente il template Bio. Pagina aggiornata al 7 ago 2025. |

Questa è una lista di persone presenti nell'enciclopedia che hanno il cognome Robinson, suddivise per attività principale.

## Allenatori di calcio(5)
- Carl Robinson, allenatore di calcio e ex calciatore gallese (Llandrindod Wells, n. 1976)
- Danny Robinson, allenatore di calcio e ex calciatore inglese (Derby, n. 1982)
- Karl Robinson, allenatore di calcio e ex calciatore inglese (Liverpool, n. 1980)
- Peter Robinson, allenatore di calcio e calciatore inglese (Manchester, n. 1922 - Manchester, † 2000)
- Stephen Robinson, allenatore di calcio e ex calciatore nordirlandese (Lisburn, n. 1974)

## Allenatori di hockey su ghiaccio(1)
- Larry Robinson, allenatore di hockey su ghiaccio e ex hockeista su ghiaccio canadese (Winchester, n. 1951)

## Altisti(1)
- Jeron Robinson, altista statunitense (Angleton, n. 1991)

## Arrampicatori(1)
- Paul Robinson, arrampicatore statunitense (Moorestown-Lenola, n. 1987)

## Assassini seriali(1)
- John Edward Robinson, serial killer statunitense (Cicero, n. 1943)

## Astronauti(1)
- Stephen Robinson, ex astronauta statunitense (Sacramento, n. 1955)

## Astronomi(1)
- Larry Robinson, astronomo statunitense

## Attori(17)
- Andrew Robinson, attore statunitense (New York, n. 1942)
- Bartlett Robinson, attore statunitense (New York, n. 1912 - Fallbrook, † 1986)
- Brendan Robinson, attore statunitense (Portland, n. 1990)
- Bryce Robinson, attore statunitense (Albuquerque, n. 1999)
- Bumper Robinson, attore e doppiatore statunitense (Cleveland, n. 1974)
- Charles Robinson, attore statunitense (Houston, n. 1945 - Los Angeles, † 2021)
- Craig Robinson, attore e comico statunitense (Chicago, n. 1971)
- Jay Robinson, attore statunitense (New York, n. 1930 - Los Angeles, † 2013)
- Jimmy Robinson, attore statunitense (Los Angeles, n. 1918 - California, † 1967)
- John Robinson, attore, modello e sceneggiatore statunitense (Portland, n. 1985)
- Keith Robinson, attore e cantante statunitense (Louisville, n. 1963)
- Marc Robinson, attore indiano (n. 1964)
- Nick Robinson, attore statunitense (Seattle, n. 1995)
- Roger Robinson, attore statunitense (Seattle, n. 1940 - Escondido, † 2018)
- Thomas Robinson, attore statunitense (Albuquerque, n. 2002)
- Tony Robinson, attore britannico (Leytonstone, n. 1946)
- W. C. Robinson, attore statunitense (New York, n. 1873 - Maywood, † 1942)

## Attrici(12)
- Amy Robinson, attrice e produttrice cinematografica statunitense (Trenton, n. 1948)
- Ann Robinson, attrice statunitense (Los Angeles, n. 1929)
- Christina Robinson, attrice statunitense (Los Angeles, n. 1997)
- Gertrude Robinson, attrice statunitense (New York, n. 1890 - Hollywood, † 1962)
- Karen Robinson, attrice canadese (Londra, n. 1968)
- Lara Robinson, attrice australiana (Melbourne, n. 1998)
- Madeleine Robinson, attrice francese (Parigi, n. 1917 - Losanna, † 2004)
- Samantha Robinson, attrice statunitense (New York, n. 1991)
- Vicki Sue Robinson, attrice e cantante statunitense (New York, n. 1954 - Wilton, † 2000)
- Vinette Robinson, attrice britannica (Bradford, n. 1982)
- Wendy Raquel Robinson, attrice statunitense (Los Angeles, n. 1967)
- Zuleikha Robinson, attrice britannica (Londra, n. 1977)

## Avvocate(2)
- Michelle Obama, avvocata e scrittrice statunitense (Chicago, n. 1964)
- Jennifer Robinson, avvocata, docente e attivista australiana (Città di Shoalhaven, n. 1981)

## Biblisti(1)
- James M. Robinson, biblista e teologo statunitense (n. 1924 - † 2016)

## Biochimici(1)
- Art Robinson, biochimico e politico statunitense (Chicago, n. 1942)

## Calciatori(24)
- Antonee Robinson, calciatore statunitense (Milton Keynes, n. 1997)
- Callum Robinson, calciatore inglese (Northampton, n. 1995)
- Cecoy Robinson, calciatore bermudiano (n. 1987)
- Eddie Robinson, ex calciatore statunitense (Orlando, n. 1978)
- Jack Robinson, calciatore inglese (Warrington, n. 1993)
- Jalen Robinson, calciatore statunitense (Catonsville, n. 1994)
- Jackie Robinson, calciatore inglese (Shiremoor, n. 1917 - Shiremoor, † 1972)
- John Robinson, ex calciatore gallese (Bulawayo, n. 1971)
- Norman Robinson, calciatore inglese (Middlesbrough, n. 1921 - † 1990)
- Luke Robinson, calciatore bermudiano (n. 1998)
- Mark Robinson, ex calciatore inglese (Manchester, n. 1968)
- Matthew Robinson, ex calciatore inglese (Exeter, n. 1974)
- Michael Robinson, calciatore irlandese (Leicester, n. 1958 - Madrid, † 2020)
- Miles Robinson, calciatore statunitense (Arlington, n. 1997)
- Paul Robinson, ex calciatore inglese (Beverley, n. 1979)
- Paul Robinson, ex calciatore inglese (Watford, n. 1978)
- Paul Robinson, ex calciatore inglese (Barnet, n. 1982)
- Raheem Robinson, calciatore britannico (n. 1992)
- Rushedo Robinson, ex calciatore anglo-verginiano (Road Town, n. 1990)
- Scott Robinson, calciatore scozzese (Edimburgo, n. 1992)
- Shane Robinson, ex calciatore irlandese (Waterford, n. 1980)
- Tesfa Robinson, calciatore nevisiano (Birmingham, n. 1985)
- Theo Robinson, calciatore giamaicano (Birmingham, n. 1989)
- Zach Robinson, calciatore inglese (Lambeth, n. 2002)

## Calciatrici(1)
- Katie Robinson, calciatrice inglese (n. 2002)

## Canoisti(1)
- Clint Robinson, canoista australiano (Brisbane, n. 1972)

## Cantanti(8)
- Brody Dalle, cantante e chitarrista australiana (Melbourne, n. 1979)
- Chris Robinson, cantante statunitense (Marietta, n. 1966)
- Dylan Scott, cantante statunitense (Bastrop, n. 1990)
- Jackie Robinson, cantante giamaicano
- Kilo Kish, cantante statunitense (Orlando, n. 1990)
- Sharon Robinson, cantante statunitense (San Francisco, n. 1958)
- Smokey Robinson, cantante statunitense (Detroit, n. 1940)
- Sylvia Robinson, cantante, produttrice discografica e imprenditrice statunitense (Harlem, n. 1935 - Secaucus, † 2011)

## Cantautori(2)
- Marty Robbins, cantautore, musicista e pilota automobilistico statunitense (Glendale, Arizona, n. 1925 - Nashville, Tennessee, † 1982)
- Khalid, cantautore statunitense (Fort Stewart, n. 1998)

## Cantautrici(1)
- Janelle Monáe, cantautrice, attrice e attivista statunitense (Kansas City, n. 1985)

## Cestiste(7)
- Angel Robinson, ex cestista statunitense (Chester, n. 1987)
- Angel Robinson, cestista statunitense (St. Paul, n. 1989)
- Ashley Robinson, ex cestista statunitense (Dallas, n. 1982)
- Caliya Robinson, cestista statunitense (Marietta, n. 1996)
- Crystal Robinson, ex cestista e allenatrice di pallacanestro statunitense (Atoka, n. 1974)
- Danielle Robinson, ex cestista statunitense (San Jose, n. 1989)
- Fiona Robinson, ex cestista e pallamanista australiana (Perth, n. 1969)

## Cestisti(39)
- Bill Robinson, cestista canadese (Chemainus, n. 1949 - Duncan, † 2020)
- Cliff Robinson, ex cestista statunitense (Oakland, n. 1960)
- Clifford Robinson, cestista statunitense (Buffalo, n. 1966 - Portland, † 2020)
- Craig Robinson, ex cestista statunitense (East Orange, n. 1961)
- Craig Robinson, ex cestista, allenatore di pallacanestro e dirigente sportivo statunitense (Chicago, n. 1962)
- Frank Robinson, ex cestista statunitense (Compton, n. 1984)
- Jackie Robinson, cestista statunitense (Fort Worth, n. 1927 - Augusta, † 2022)
- James Robinson, ex cestista statunitense (Jackson, n. 1970)
- Justin Robinson, cestista statunitense (Kingston, n. 1995)
- Larry Robinson, ex cestista statunitense (Bossier City, n. 1968)
- Nate Robinson, ex cestista statunitense (Seattle, n. 1984)
- Sam Robinson, ex cestista statunitense (Los Angeles, n. 1948)
- Truck Robinson, ex cestista e allenatore di pallacanestro statunitense (Jacksonville, n. 1951)
- Wil Robinson, ex cestista statunitense (Uniontown, n. 1949)
- Antywane Robinson, ex cestista statunitense (Charlotte, n. 1984)
- Brandon Robinson, ex cestista statunitense (Huntsville, n. 1981)
- Brandon Robinson, cestista statunitense (Lake Wales, n. 1989)
- Chris Robinson, ex cestista statunitense (Columbus, n. 1974)
- Darnell Robinson, ex cestista statunitense (Oakland, n. 1974)
- David Robinson, ex cestista statunitense (Key West, n. 1965)
- Dawan Robinson, ex cestista statunitense (Filadelfia, n. 1982)
- Devin Robinson, cestista statunitense (Chesterfield Court House, n. 1995)
- Duncan Robinson, cestista statunitense (York, n. 1994)
- Flynn Robinson, cestista statunitense (Elgin, n. 1941 - Los Angeles, † 2013)
- Glenn Robinson, ex cestista statunitense (Gary, n. 1973)
- Jackie Robinson, ex cestista statunitense (Los Angeles, n. 1955)
- Jamal Robinson, ex cestista statunitense (San Diego, n. 1973)
- James Robinson, cestista statunitense (Mitchellville, n. 1994)
- Jason Robinson, ex cestista statunitense (Tacoma, n. 1980)
- Jerome Robinson, cestista statunitense (Raleigh, n. 1997)
- Jerome Robinson, ex cestista canadese (Toronto, n. 1978)
- Justin Robinson, cestista britannico (Londra, n. 1987)
- Justin Robinson, cestista statunitense (Manassas, n. 1997)
- Mitchell Robinson, cestista statunitense (Pensacola, n. 1998)
- Ronnie Robinson, cestista statunitense (Memphis, n. 1951 - Memphis, † 2004)
- Rumeal Robinson, ex cestista giamaicano (Mandeville, n. 1966)
- Stanley Robinson, cestista statunitense (Birmingham, n. 1988 - Birmingham, † 2020)
- Thomas Robinson, cestista statunitense (Washington, n. 1991)
- Wayne Robinson, ex cestista statunitense (Greensboro, n. 1958)

## Chimiche(1)
- Rona Robinson, chimica e attivista britannica (n. 1884 - Withington, † 1962)

## Chimici(1)
- Robert Robinson, chimico inglese (Rufford Farm, n. 1886 - Great Missenden, † 1975)

## Chitarristi(1)
- Rich Robinson, chitarrista statunitense (Atlanta, n. 1969)

## Ciclisti su strada(1)
- Brian Robinson, ciclista su strada e pistard britannico (Mirfield, n. 1930 - † 2022)

## Comiche(1)
- Phoebe Robinson, comica, attrice e scrittrice statunitense (Bedford, n. 1984)

## Comici(1)
- Tim Robinson, comico, attore e sceneggiatore statunitense (Detroit, n. 1981)

## Compositori(1)
- J. Peter Robinson, compositore e direttore d'orchestra britannico (Buckinghamshire, n. 1945)

## Coreografe(1)
- Fatima Robinson, coreografa, ballerina e regista statunitense (Little Rock, n. 1971)

## Crickettisti(1)
- Douglas Robinson, crickettista britannico (Plymouth, n. 1864 - Londra, † 1937)

## Critici cinematografici(1)
- David Robinson, critico cinematografico e scrittore inglese (Lincoln, n. 1930)

## Culturisti(1)
- Robby Robinson, ex culturista statunitense (Damascus, n. 1946)

## Danzatori(1)
- Bill Robinson, ballerino e attore statunitense (Richmond, n. 1878 - New York, † 1949)

## Designer(1)
- Mike Robinson, designer statunitense (Whittier, n. 1956)

## Disc jockey(1)
- Porter Robinson, disc jockey, produttore discografico e cantautore statunitense (Atlanta, n. 1992)

## Doppiatori(1)
- Zeno Robinson, doppiatore statunitense (Los Angeles, n. 1993)

## Doppiatrici(1)
- Cindy Robinson, doppiatrice statunitense (n. 1973)

## Drammaturghi(1)
- Lennox Robinson, drammaturgo e poeta irlandese (Douglas, n. 1886 - Dublino, † 1958)

## Economiste(1)
- Joan Robinson, economista inglese (Surrey, n. 1903 - Cambridge, † 1983)

## Economisti(1)
- James A. Robinson, economista britannico (n. 1960)

## Educatori(1)
- Ken Robinson, educatore e scrittore britannico (Liverpool, n. 1950 - † 2020)

## Fantini(1)
- James Robinson, fantino britannico (n. 1794 - † 1873)

## Fotografi(1)
- Henry Peach Robinson, fotografo britannico (Ludlow, n. 1830 - Royal Tunbridge Wells, † 1901)

## Fumettisti(3)
- James Dale Robinson, fumettista britannico (Manchester, n. 1963)
- Jerry Robinson, fumettista statunitense (Trenton, n. 1922 - New York, † 2011)
- Paul Robinson, fumettista statunitense (Kenton, n. 1898 - Glen Ridge, † 1974)

## Funzionari(1)
- Hercules Robinson, funzionario britannico (Rosmead, n. 1824 - Londra, † 1897)

## Geografi(1)
- Arthur H. Robinson, geografo e cartografo canadese (Montréal, n. 1915 - Madison, † 2004)

## Giocatori di baseball(3)
- Frank Robinson, giocatore di baseball e allenatore di baseball statunitense (Beaumont, n. 1935 - Los Angeles, † 2019)
- Jackie Robinson, giocatore di baseball statunitense (Cairo, n. 1919 - Stamford, † 1972)
- Wilbert Robinson, giocatore di baseball e allenatore di baseball statunitense (Bolton, n. 1863 - Atlanta, † 1934)

## Giocatori di football americano(38)
- A'Shawn Robinson, giocatore di football americano statunitense (Fort Worth, n. 1995)
- Aaron Robinson, giocatore di football americano statunitense (Deerfield Beach, n. 1998)
- Adrien Robinson, ex giocatore di football americano statunitense (Indianapolis, n. 1988)
- Aldrick Robinson, giocatore di football americano statunitense (Waxahachie, n. 1988)
- Alton Robinson, giocatore di football americano statunitense (San Antonio, n. 1998)
- Bijan Robinson, giocatore di football americano statunitense (Tucson, n. 2002)
- Michael Robinson, ex giocatore di football americano statunitense (Richmond, n. 1983)
- Cam Robinson, giocatore di football americano statunitense (Monroe, n. 1995)
- Darius Robinson, ex giocatore di football americano statunitense (College Park, n. 1991)
- Darius Robinson, giocatore di football americano statunitense (Southfield, n. 2001)
- Demarcus Robinson, giocatore di football americano statunitense (Fort Valley, n. 1994)
- Chop Robinson, giocatore di football americano statunitense (Gaithersburg, n. 2003)
- Denard Robinson, ex giocatore di football americano e allenatore di football americano statunitense (Deerfield Beach, n. 1990)
- Dominique Robinson, giocatore di football americano statunitense (Canton, n. 1998)
- Eugene Robinson, ex giocatore di football americano statunitense (Hartford, n. 1963)
- Gerald Robinson, ex giocatore di football americano statunitense (Tuskegee, n. 1963)
- Greg Robinson, giocatore di football americano statunitense (Thibodaux, n. 1992)
- James Robinson, giocatore di football americano statunitense (Rockford, n. 1998)
- Jammie Robinson, giocatore di football americano statunitense (Cordele, n. 2001)
- Janarius Robinson, giocatore di football americano statunitense (Panama City, n. 1999)
- Jerry Robinson, ex giocatore di football americano statunitense (San Francisco, n. 1956)
- Johnny Robinson, ex giocatore di football americano statunitense (Delhi, n. 1938)
- Josh Robinson, giocatore di football americano statunitense (Sunrise, n. 1991)
- Josh Robinson, giocatore di football americano statunitense (Bogalusa, n. 1992)
- Keenan Robinson, ex giocatore di football americano statunitense (Omaha, n. 1989)
- Keilan Robinson, giocatore di football americano statunitense (Washington, n. 2000)
- Khiry Robinson, giocatore di football americano statunitense (Midland, n. 1989)
- Koren Robinson, ex giocatore di football americano statunitense (Belmont, n. 1980)
- Layden Robinson, giocatore di football americano statunitense (Manvel, n. 2001)
- Mark Robinson, giocatore di football americano statunitense (Leesburg, n. 1999)
- Patrick Robinson, giocatore di football americano statunitense (Miami, n. 1987)
- Dave Robinson, ex giocatore di football americano statunitense (Mount Holly, n. 1941)
- Ryan Robinson, giocatore di football americano statunitense (Charleston, n. 1990)
- Shelton Robinson, ex giocatore di football americano statunitense (Goldsboro, n. 1960)
- Tavius Robinson, giocatore di football americano canadese (Guelph, n. 1999)
- Trenton Robinson, giocatore di football americano statunitense (Bay City, n. 1990)
- Ty Robinson, giocatore di football americano statunitense (Gilbert, n. 2001)
- Wan'Dale Robinson, giocatore di football americano statunitense (Frankfort, n. 2001)

## Giornaliste(2)
- Janet L. Robinson, giornalista e imprenditrice statunitense (Fall River, n. 1951)
- Melodie Robinson, giornalista e ex rugbista a 15 neozelandese (New Plymouth, n. 1973)

## Giornalisti(2)
- Melville Marks Robinson, giornalista e dirigente sportivo canadese (Peterborough, n. 1888 - Burlington, † 1974)
- Nick Robinson, giornalista, conduttore televisivo e editorialista britannico (Macclesfield, n. 1963)

## Hockeisti su ghiaccio(2)
- Darcy Robinson, hockeista su ghiaccio canadese (Kamloops, n. 1981 - Asiago, † 2007)
- Doug Robinson, ex hockeista su ghiaccio canadese (St. Catharines, n. 1940)

## Ingegneri(1)
- Frank D. Robinson, ingegnere statunitense (Carbonado, n. 1930 - Rolling Hills, † 2022)

## Maratoneti(1)
- Brett Robinson, maratoneta e mezzofondista australiano (Canberra, n. 1991)

## Matematici(2)
- Abraham Robinson, matematico tedesco (Waldenburg, n. 1918 - New Haven, † 1974)
- Raphael M. Robinson, matematico statunitense (National City, n. 1911 - Berkeley, † 1995)

## Mezzofondisti(1)
- Ky Robinson, mezzofondista australiano (Brisbane, n. 2002)

## Modelle(1)
- Chanel Iman, supermodella statunitense (Atlanta, n. 1990)

## Musicisti(1)
- Tom Robinson, musicista, cantante e disc jockey britannico (Cambridge, n. 1950)

## Nuotatori(1)
- William Robinson, nuotatore britannico (Airdrie, n. 1870 - Liverpool, † 1940)

## Pallanuotisti(1)
- Eric Robinson, pallanuotista britannico

## Pallavoliste(2)
- Kelsey Robinson, pallavolista statunitense (Elmhurst, n. 1992)
- Nia Robinson, pallavolista statunitense (n. 1999)

## Piloti motociclistici(1)
- Jamie Robinson, pilota motociclistico britannico (Holmfirth, n. 1975)

## Pistard(1)
- Raymond Robinson, pistard sudafricano (Johannesburg, n. 1929 - Somerset West, † 2018)

## Pittori(1)
- Theodore Robinson, pittore statunitense (Irasburg, n. 1852 - New York, † 1896)

## Poetesse(1)
- Mary Robinson, poetessa inglese (Bristol, n. 1757 - † 1800)

## Poeti(1)
- Edwin Arlington Robinson, poeta statunitense (Head Tide, n. 1869 - New York, † 1935)

## Politici(6)
- Arthur Robinson, politico trinidadiano (n. 1926 - Port of Spain, † 2014)
- Elmer Robinson, politico statunitense (San Francisco, n. 1894 - Paradise, † 1982)
- Frederick John Robinson, politico britannico (Londra, n. 1782 - Londra, † 1859)
- Mark Robinson, politico statunitense (Greensboro, n. 1968)
- Peter Robinson, politico britannico (Belfast, n. 1948)
- Thomas Robinson, II barone Grantham, politico inglese (Vienna, n. 1738 - Londra, † 1786)

## Produttori cinematografici(1)
- James G. Robinson, produttore cinematografico statunitense

## Produttori discografici(1)
- Ross Robinson, produttore discografico statunitense (Barstow, n. 1967)

## Pugili(2)
- Sugar Ray Robinson, pugile statunitense (Ailey, n. 1921 - Culver City, † 1989)
- Al Robinson, pugile statunitense (Paris, n. 1947 - Oakland, † 1974)

## Rapper(2)
- Yung Joc, rapper statunitense (Atlanta, n. 1980)
- Kano, rapper e attore britannico (Londra, n. 1985)

## Registe(2)
- Angela Robinson, regista, sceneggiatrice e produttrice televisiva statunitense (San Francisco, n. 1971)
- Julie Anne Robinson, regista britannica (n. 1945)

## Registi(4)
- Bruce Robinson, regista, sceneggiatore e attore britannico (Broadstairs, n. 1946)
- Chris Robinson, regista statunitense (Edgewood)
- Phil Alden Robinson, regista e sceneggiatore statunitense (Long Beach, n. 1950)
- Todd Robinson, regista, sceneggiatore e produttore cinematografico statunitense (Pennsylvania)

## Religiosi(1)
- John Robinson, religioso britannico (Sturton le Steeple, n. 1576 - Leida, † 1625)

## Rugbisti a 13(1)
- Jason Robinson, rugbista a 13, rugbista a 15 e allenatore di rugby a 15 britannico (Leeds, n. 1974)

## Rugbisti a 15(5)
- Andy Robinson, ex rugbista a 15 e allenatore di rugby a 15 britannico (Taunton, n. 1964)
- Benn Robinson, rugbista a 15 australiano (Sydney, n. 1984)
- Brett Robinson, ex rugbista a 15, dirigente sportivo e medico australiano (Toowoomba, n. 1970)
- Keith Robinson, ex rugbista a 15 neozelandese (Te Aroha, n. 1976)
- Nicky Robinson, rugbista a 15 gallese (Cardiff, n. 1982)

## Scenografi(1)
- Bernard Robinson, scenografo britannico (Liverpool, n. 1912 - † 1970)

## Schermidori(1)
- Charles Newton Robinson, schermidore britannico (Kensington, n. 1853 - Swanage, † 1913)

## Sciatrici alpine(2)
- Alice Robinson, sciatrice alpina neozelandese (Sydney, n. 2001)
- Elizabeth Robinson, ex sciatrice alpina statunitense (n. 1974)

## Scrittori(4)
- Frank M. Robinson, scrittore statunitense (Chicago, n. 1926 - San Francisco, † 2014)
- Henry Morton Robinson, scrittore statunitense (Boston, n. 1898 - New York, † 1961)
- Patrick Robinson, scrittore britannico (Canterbury, n. 1940)
- Peter Robinson, scrittore britannico (Castleford, n. 1950 - Richmond, † 2022)

## Scrittori di fantascienza(2)
- Kim Stanley Robinson, scrittore di fantascienza statunitense (n. 1952)
- Spider Robinson, scrittore di fantascienza statunitense (Bronx, n. 1948)

## Scrittrici(3)
- Joan Gale Robinson, scrittrice e illustratrice britannica (Gerrards Cross, n. 1910 - King's Lynn, † 1988)
- Lynda S. Robinson, scrittrice statunitense (Amarillo, n. 1951)
- Marilynne Robinson, scrittrice e saggista statunitense (Sandpoint, n. 1943)

## Siepisti(1)
- Sidney Robinson, siepista e mezzofondista britannico (Denton, n. 1876 - Long Sutton, † 1959)

## Soprani(1)
- Anastasia Robinson, soprano e contralto inglese († 1755)

## Sportivi(1)
- Bertram Fletcher Robinson, sportivo e giornalista inglese (Liverpool, n. 1870 - Ipplepen, † 1907)

## Surfisti(1)
- Jack Robinson, surfista australiano (Margaret River, n. 1997)

## Teologi(3)
- Edward Robinson, teologo statunitense (Southington, n. 1794 - New York, † 1863)
- John Arthur Thomas Robinson, teologo inglese (Canterbury, n. 1919 - Arncliffe, † 1983)
- Robert Robinson, teologo inglese (Swaffham, n. 1735 - Birmingham, † 1790)

## Ultramaratonete(1)
- Eleanor Robinson, ex ultramaratoneta e ex maratoneta britannica (n. 1947)

## Velociste(1)
- Moushaumi Robinson, ex velocista statunitense (Hattiesburg, n. 1981)

## Velocisti(5)
- Mack Robinson, velocista statunitense (Cairo, n. 1912 - Pasadena, † 2000)
- Garth Robinson, ex velocista giamaicano (Londra, n. 1970)
- Justin Robinson, velocista statunitense (Saint Louis, n. 2002)
- Rey Robinson, ex velocista statunitense (Fort Meade, n. 1952)
- Tom Robinson, velocista bahamense (Nassau, n. 1938 - Nassau, † 2012)

## Vescovi anglicani(1)
- Gene Robinson, vescovo anglicano statunitense (Lexington, n. 1947)

## Wrestler(3)
- Billy Robinson, wrestler britannico (Manchester, n. 1938 - Little Rock, † 2014)
- Juice Robinson, wrestler statunitense (Joliet, n. 1989)
- Luke Robinson, wrestler statunitense (Auburn, n. 1985)

## Zoologi(1)
- Herbert Christopher Robinson, zoologo, ornitologo e naturalista britannico (Liverpool, n. 1874 - Oxford, † 1929)

## Senza attività specificata(4)
- Charles Robinson, statunitense (Mooresville, n. 1964)
- Donny Robinson, ciclista di BMX statunitense (Napa, n. 1983)
- Frank Mason Robinson, statunitense (Contea di Penobscot, n. 1845 - Atlanta, † 1923)
- Iris Robinson, ex politica nordirlandese (Belfast, n. 1949)